# 악로답파
악로답파(惡路踏破, 영어: Sure-footedness)는 산책이나 등산하는 상황에 두 발로 거친 지형을 안전하게 극복해서 이동하는 능력이다. 한 사람이나 동물의 개인의 역량과 감각으로 이동하기 힘드는 지형의 상황을 적절하게 분석하여 발을 조심스럽게 디디는 행위이다. 악로답파를 잘 하는 사람은 보통 발을 헛디디거나 넘어지지 않는다.

## 동물의 악로답파

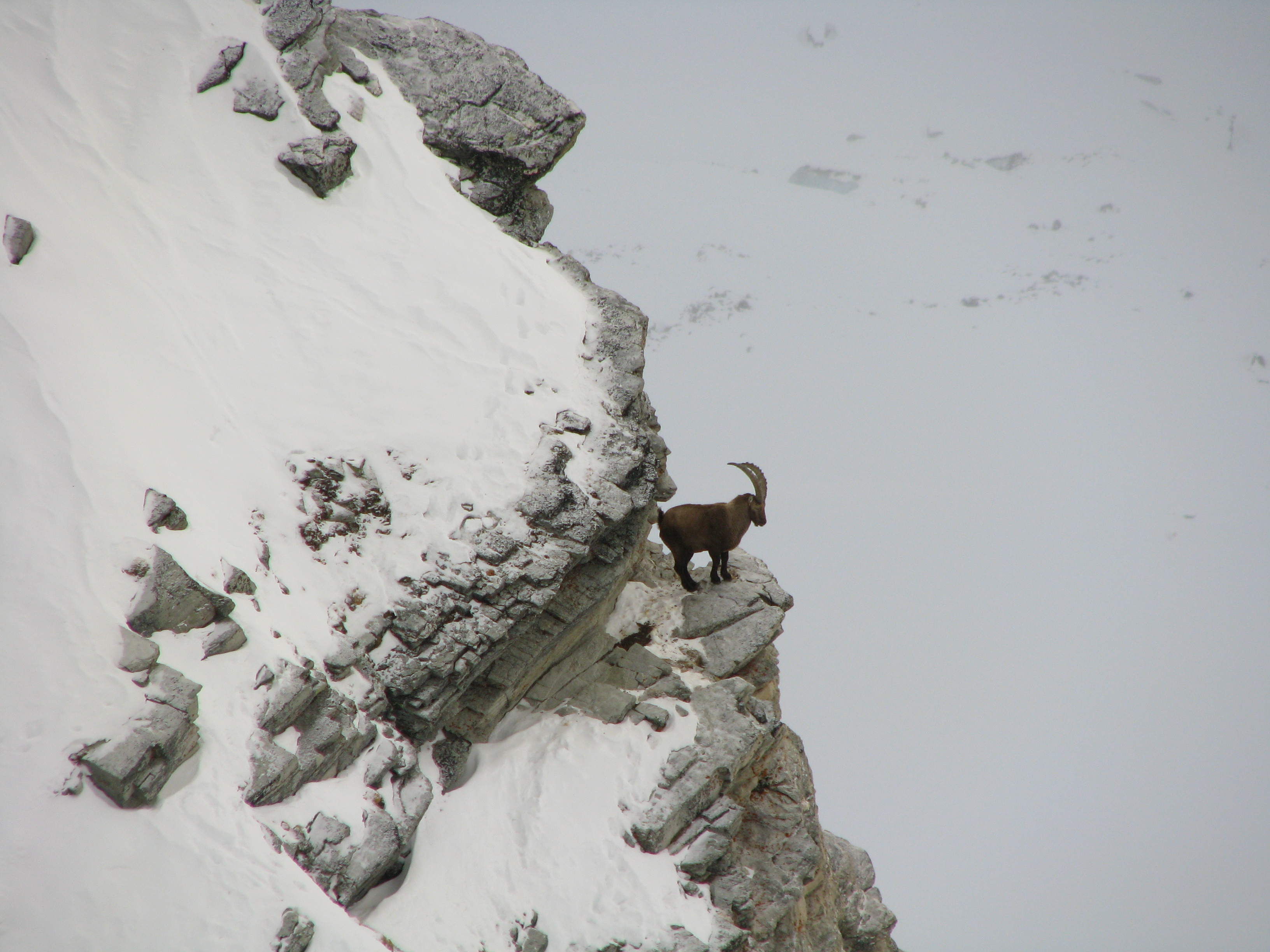
한 겨울의 낭떨어지에 머무는 아이벡스.

염소 등의 동물들 중에서 험한 땅에 지내는 띄어난 악로답파의 능력이 있다. 야크나 와 같은 네 발 동물들은 함께 걸어다니는 사람들의 도움이 되는 짐 나르는 짐승은 악로답파가 필수이다.